# Baia dell'Abbondanza (regione)
La Baia dell'Abbondanza (in inglese Bay of Plenty; in māori Te Moana-a-Toi) è una regione della Nuova Zelanda, che prende il nome dall'omonima insenatura dell'Oceano Pacifico meridionale.
La sede del consiglio regionale è Whakatane mentre le due città più importanti, e popolose, della regione sono Tauranga (106 500 abitanti) e Rotorua (55 100). Altre città rilevanti sono Te Puke, Katikati, Rangitaiki e Opotiki. Le risorse principali della regione sono l'agricoltura e il turismo; la zona più frequentata è l'area geotermale nei pressi di Rotorua.
Il territorio è ricoperto da boschi e l'agricoltura praticata è di tipo estensivo. I prodotti principali sono i kiwi, le mele, gli avocado e il legname, come nel resto del Paese è diffuso l'allevamento di ovini. Il clima è quasi tropicale, caldo e umido per gran parte dell'anno.